# 메르카토 첸트랄레 (피렌체)

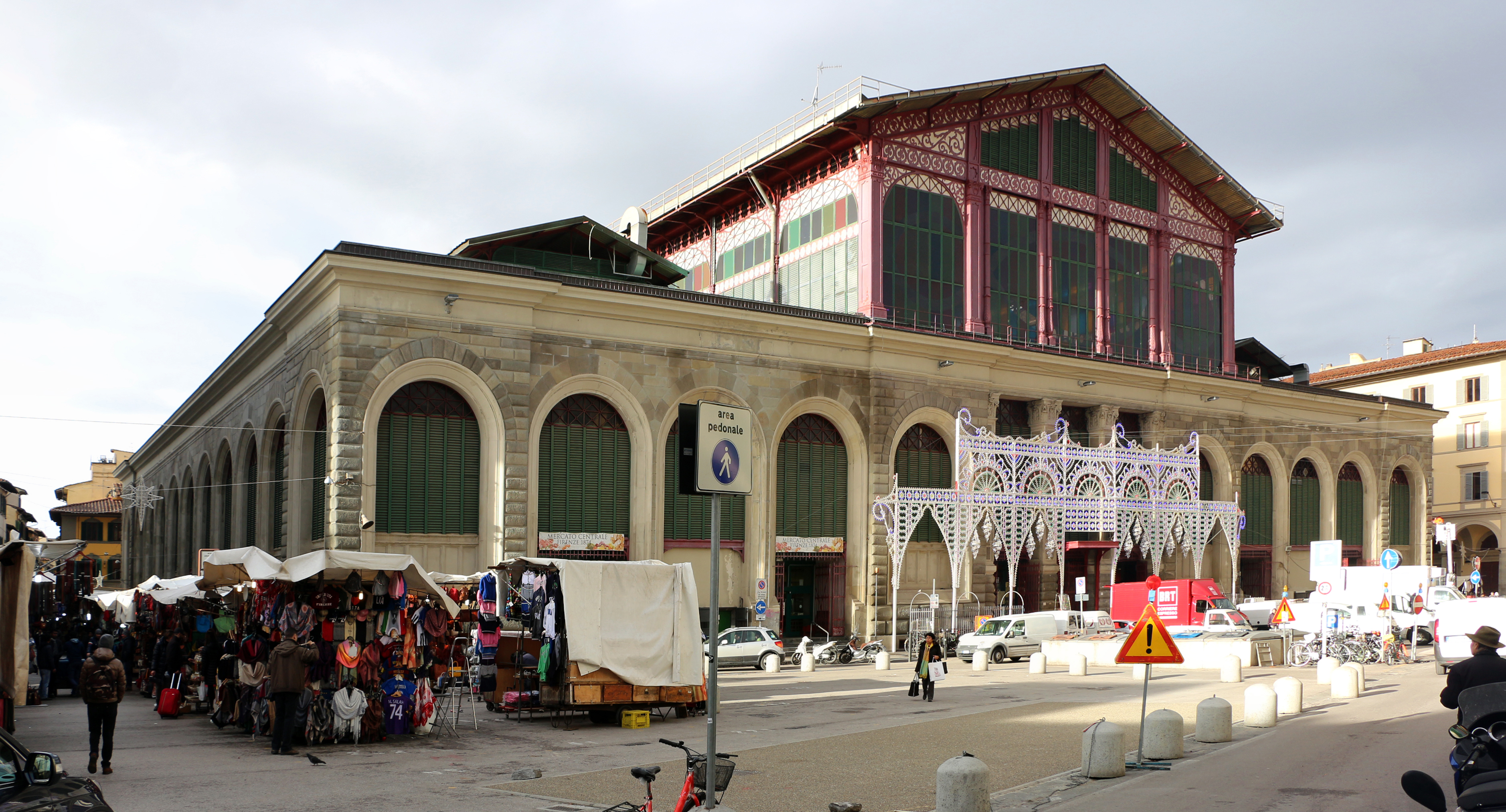
메르카토 첸트랄레

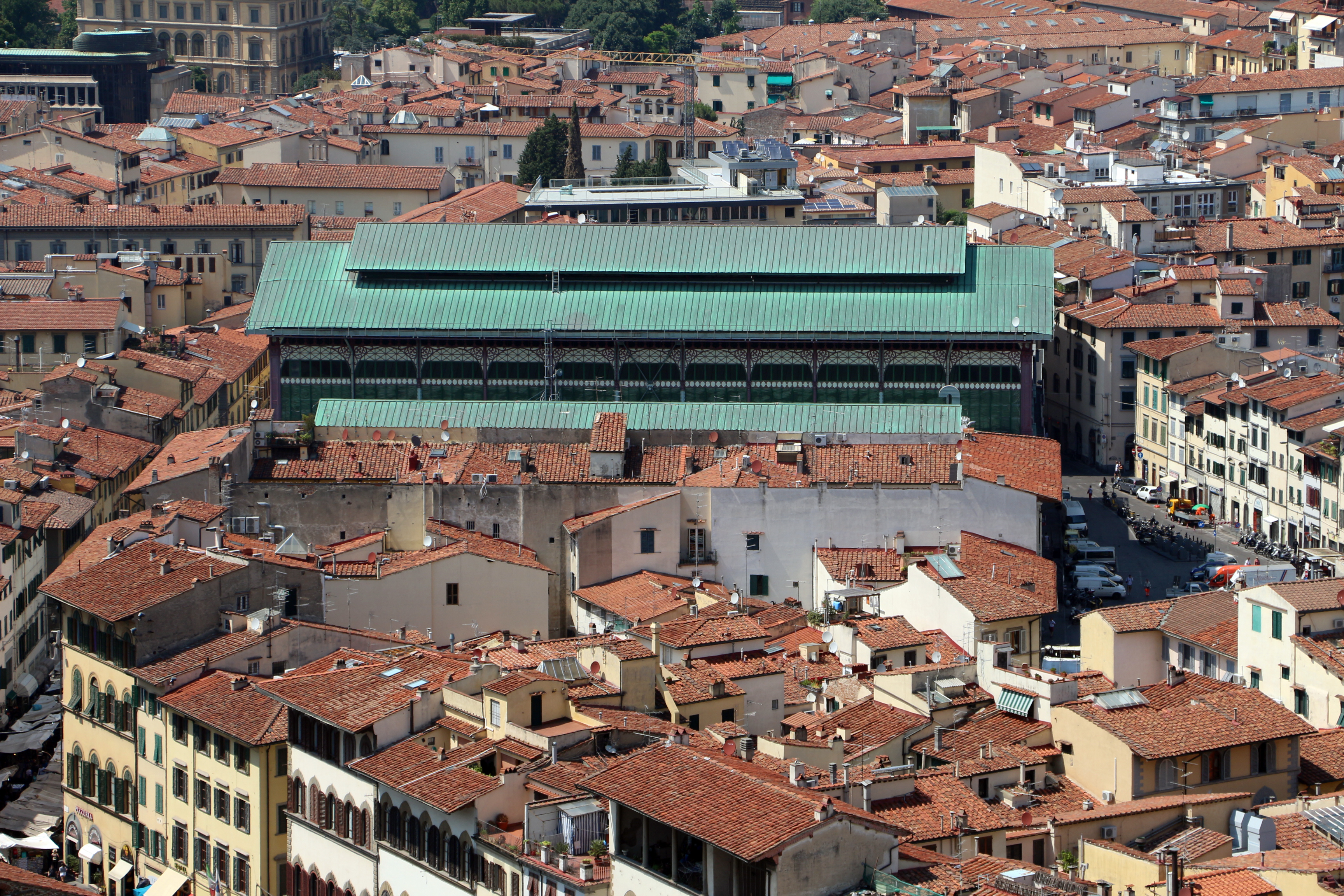
피렌체 대성당에서 본 메르카토 첸트랄레

피렌체의 메르카토 첸트랄레 (Mercato Centrale 중앙 시장)는 델라리엔토(dell'Ariento) 거리, 산탄토니노(Sant'Antonino) 거리, 파니칼레(Panicale) 거리, 메르카토 첸트랄레 광장 사이에 위치했다. 이 시장은 피렌체가 19세기 말 이탈리아의 수도이던 리사나멘토 시대의 결과 중 하나이었다. 밀라노의 비토리오 에마누엘레 2세 갤러리아를 담당한 주세페 메뇨니가 설계하였다.

## 상품

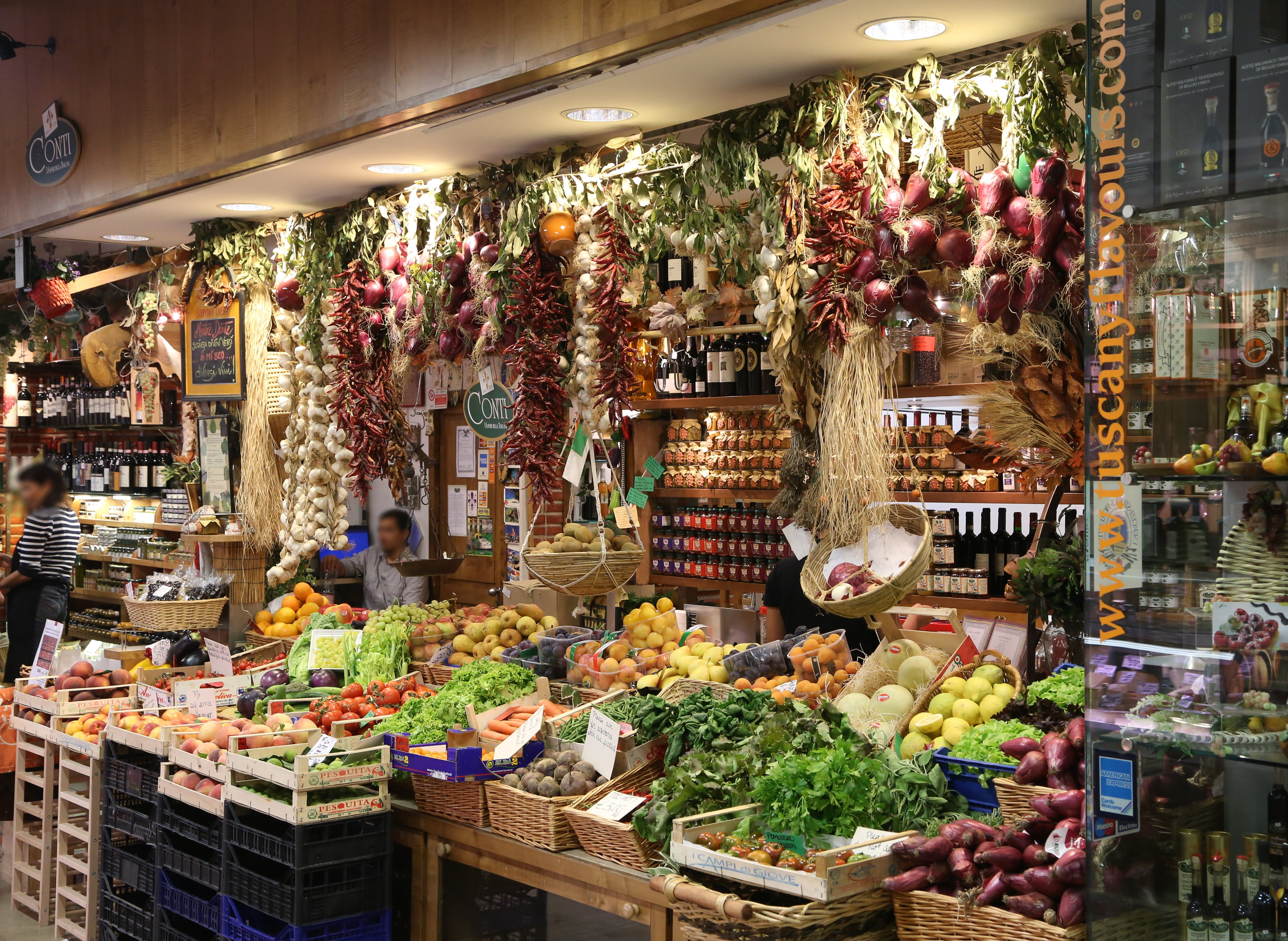
시장 내 과일 가판

시장 내, 노점상들은 주로 토스카나 요리의 식자재들을 판매하고 있다. 북쪽 모퉁이에는 해산물 코너가 있으며 이곳에서 노점상들은 이탈리아에서 잡은 자연산 또는 수입산 생선과 어폐류를 판매한다. 견과류와 향신료를 비롯해서 과일과 야채류 가판대는 시장 밖에서 찾아볼 수 있다. 시장 밖은 '산 로렌초 시장(Mercato di San Lorenzo)이라 하는데, 대부분 가죽 제품을 판매하고 있다